# 문현호
문현호(文炫浩, 2003년 5월 13일~)는 대한민국의 축구 선수로, 포지션은 골키퍼이며, 울산 HD 소속으로 현재 김천 상무로 군 복무 중이다.

## 수상 내역

### 구단

#### 울산 HD
- K리그1
  - 우승 : 2024

- 코리아컵
  - 준우승 : 2024

## 참고 자료
- 'K-돈나룸마' 문현호는 압도적인 피지컬로 상대를 저지한다.